# Lawrence Burnside
Lawrence George Burnside (ur. 19 lipca 1946 w Nassau) – bahamski kolarz torowy, olimpijczyk.
Uczestnik Letnich Igrzysk Olimpijskich 1972. Wystąpił wyłącznie w wyścigu na czas na dystansie 1 km. Z wynikiem 1:20,31 zajął ostatnie, 30. miejsce wśród zawodników sklasyfikowanych.
Wziął udział w Igrzyskach Brytyjskiej Wspólnoty Narodów 1970, na których wystąpił w trzech konkurencjach. Startował w sprincie i schratchu na dystansie 10 mil. W trzeciej z nich, czyli wyścigu na czas na dystansie 1 km, zajął 31. miejsce (1:20,4), wyprzedzając tylko rodaka Huberta Searsa.
Miał przynajmniej trzech braci: Jefreya (również uczestnika igrzysk olimpijskich w Monachium), Franklyna i Drexela. Oprócz Drexela wszyscy uprawiali kolarstwo. Jefrey i Lawrence pozostają jedynymi bahamskimi kolarzami, którzy wzięli udział w igrzyskach olimpijskich (stan po IO 2020).